# Brendan Burke
Brendan Gilmore Burke (ur. 8 grudnia 1988 w Vancouverze; zm. 5 lutego 2010) – zawodowy hokeista i menadżer akademickiego klubu hokejowego Uniwersytetu Miami w Oxford – Miami RedHawks. Młodszy syn Briana Burke, głównego menadżera zespołu NHL Toronto Maple Leafs i reprezentacji olimpijskiej hokeja USA. W listopadzie 2009 ujawnił publicznie, że jest gejem. Wraz ze swoim coming outem zaapelował o tolerancję i walkę z homofobią w zawodowym sporcie. Wystąpienie Burke było szeroko komentowane i poparte przez sportowe organizacje medialne oraz kibiców, otwierając dyskusję na temat homofobii w sporcie, głównie zawodowym hokeju na lodzie. Był uznany za pioniera walki z homofobią w środowisku hokejowym.
Brendan Burke zginął w wypadku samochodowym 5 lutego 2010. Po tej tragicznej śmierci jego pamięć i zasługi dla społeczności LGBT zostały uhonorowane przez szereg klubów hokejowych w Północnej Ameryce. Efektem tego było założenie przez Fedreację Amerykańskiego Hokeja (USA Hockey) Brendan Burke Internship – funduszu wspierania dla młodych hokeistów. Tego samego roku główny kanadyjski nadawca radiowo-telewizyjny CBC/Radio-Canada wyemitował poświęcony mu program dokumentalny The Legacy of Brendan Burke.